# Déclaration universelle des droits linguistiques
La Déclaration universelle des droits linguistiques est un document signé à Barcelone en juin 1996 par les PEN clubs et divers organismes non gouvernementaux en appui aux droits linguistiques de la personne humaine. La déclaration énonce des droits personnels de même que des droits collectifs (notion de communauté linguistique) et vise en particulier à protéger les langues des peuples non-souverains. Elle a été remise peu de temps après sa signature au directeur général de l'UNESCO.
La signature de la déclaration s'est produite à l'issue de la Conférence mondiale sur les droits linguistiques (CMDL), une initiative du Comité des traductions et droits linguistiques du PEN club International et du Centre international Escarré pour les minorités ethniques et les nations (CIEMEN), qui réunit 61 ONG, 41 centres PEN quelque 40 experts en droits linguistiques.

## Contenu
La Déclaration universelle des droits linguistiques vient combler une lacune présente dans les déclarations solennelles antérieures des droits de l'homme. En effet, ni la Déclaration des droits de l'homme et du citoyen de 1789, ni la Déclaration universelle des droits de l'homme (de l'ONU) en 1948, ni la Convention européenne des droits de l'homme (du Conseil de l'Europe) en 1950 ne font mention de droits linguistiques.
A l'inverse, cette Déclaration énumère les droits linguistiques et les domaines où ils s'appliquent : culture, enseignement, onomastique, moyens de communication et nouvelles technologies, administration publique, domaines socio-économiques. Elle précise les droits linguistiques préconisés pour chaque individu et les droits linguistiques collectifs.